# Anita Brusewitz-Hansson

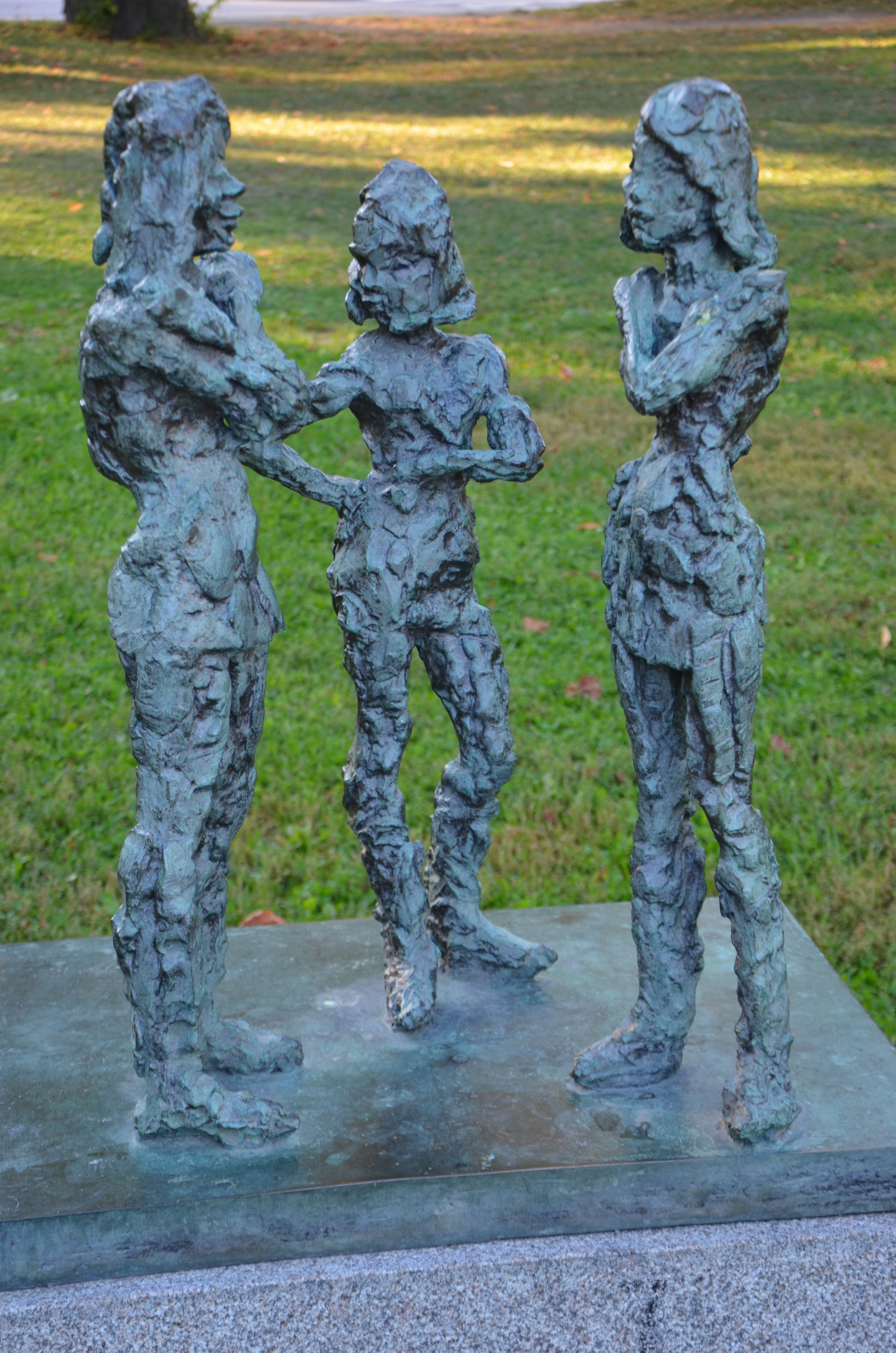
Kjolen i Fredhällsparken i Stockholm

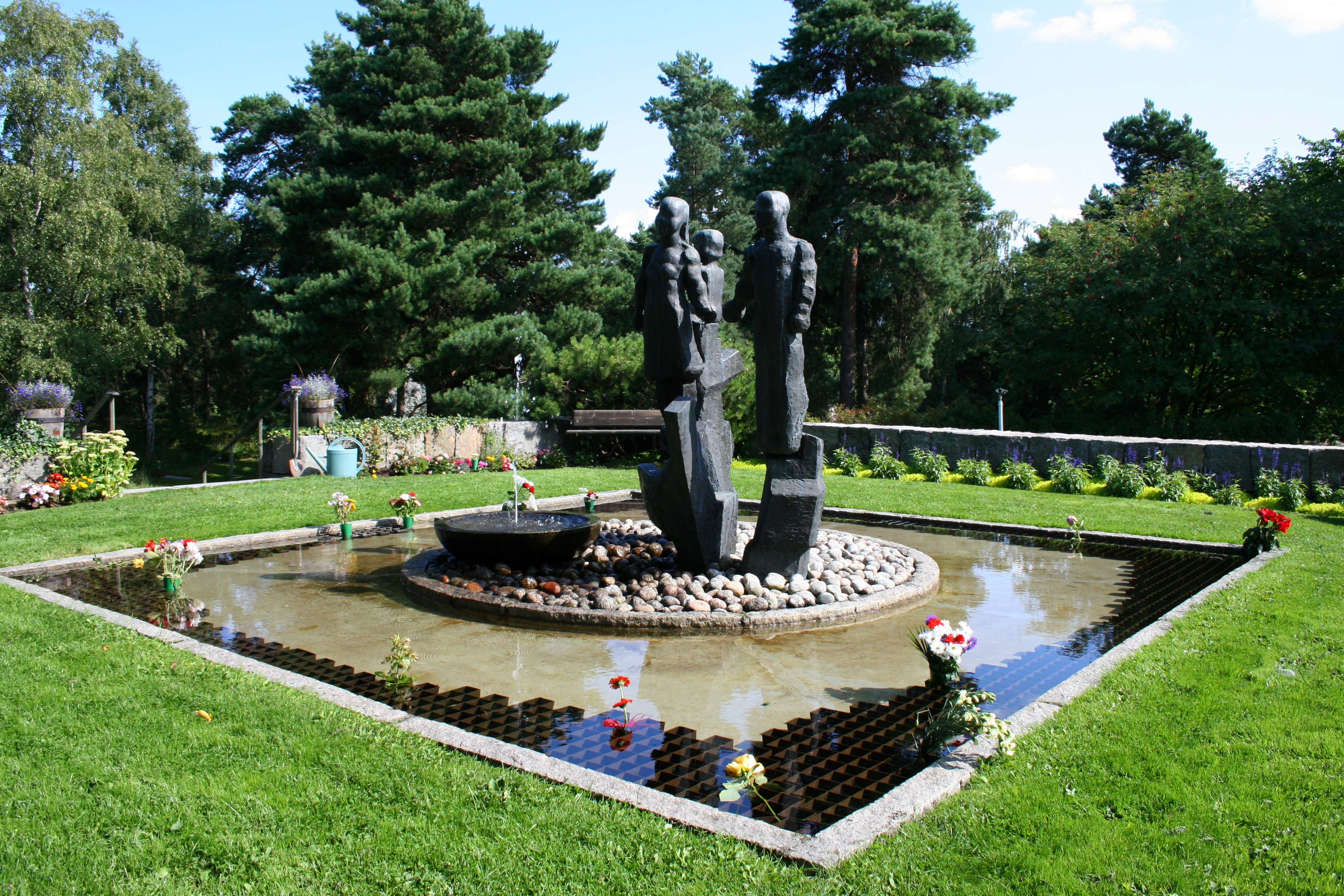
Skulpturgrupp i minneslunden på Norra begravningsplatsen

Anita Margareta Brusewitz-Hansson, född 2 april 1927 i Genua, är en svensk skulptör och tecknare.
Hon är dotter till byråsekreteraren Per Emil Brusewitz och Karin Törnvall och gift med Sture Hansson samt halvsyster till Gunnar Brusewitz. Hon studerade vid Konstfackskolan i Stockholm 1945–1946 samt för Eric Grate och Stig Blomberg vid Konsthögskolan 1946–1952, som Jenny Lindstipendiat vistades hon i Paris, London, Italien, Grekland och Egypten 1952–1953.  Som tecknare har hon utfört omslag till bland annat Ernst C:son Bredbergs Tre moriska  legender. Separat har hon ställt ut i bland annat Sandviken och på Lilla galleriet i Stockholm och hon medverkade ett flertal gånger i samlingsutställningar på Liljevalchs konsthall i Stockholm.  

## Offentliga verk i urval
- Kjolen, brons, 1973, Fredshällsparken i Stockholm
- Lekande flicka, brons, gården Virebergsvägen 9-11 i Solna
- Lekskulptur i betong, Carlslund i Upplands Väsby
- Brunnsskulptur i brons, Rönneboparken i Trosa
- Fasadrelief i tegel, Idrottshallen Rosenholm i Karlskrona
- Fasadrelief i tegel, bostadskvarter vid Lyckeby Torg
- Fasadrelief i tegel, kvarteret Duvan i Sölvesborg
- Fasadrelief i tegel, kvarteret Hallen i Solna, 1994
- Fasadrelief i tegel, Åkeshallsskolan i Ystad